# Jonquières (Hérault)
Jonquières település Franciaországban, Hérault megyében. Lakosainak száma 588 fő (2022. január 1.). Jonquières Saint-André-de-Sangonis, Saint-Félix-de-Lodez, Saint-Guiraud és Saint-Saturnin-de-Lucian községekkel határos.

## Népesség
A település népességének változása:
| Lakosok száma | 316  | 286  | 299  | 368  | 404  | 427  | 476  | 528  | 554  | 588  |
|               | 1968 | 1982 | 1990 | 2006 | 2013 | 2015 | 2017 | 2019 | 2020 | 2022 |